# Ньялам (уезд)
Ньялам (тиб. གཉའ་ལམ་རྫོང་, Вайли: gnya' lam rdzong, кит. упр. 聂拉木县, пиньинь Nièlāmù xiàn) — уезд городского округа Шигадзе, Тибетского автономного района, в Китае.

## География
Средняя высота уезда составляет 2 300 метров.

### Климат
Некоторые места уезда имеют мягкий и влажный субтропический климат, что является редкостью для Тибета.

## История
Уезд был создан в мае 1960 года. В апреле 2015 года инфраструктура уезда сильно пострадала в результате мощного землетрясения. 

## Административное деление
Уезд делится на 2 посёлка и 5 волостей:
- Посёлок Ньялам (聂拉木镇)
- Посёлок Зам (樟木镇)
- Волость Ялай (亚来乡)
- Волость Соцзо (琐作乡)
- Волость Найлонг (乃龙乡)
- Волость Менбу ( 门布乡)
- Волость Боронг (波绒乡)

## Транспорт
Через уезд проходит национальная автострада Годао 318 (Шанхай — Чжанму). КПП Чжанму и Мост Китайско-Непальской Дружбы являются важной транспортной артерией, по которой проходит значительная часть внешней торговли Тибета.